# Paranerita metaxantha
Paranerita metaxantha là một loài bướm đêm thuộc phân họ Arctiinae, họ Erebidae.